# بخش اورکالیکس
بخش اورکالیکس (به سوئدی: Överkalix kommun) یک ناحیه شهری در سوئد است که در شهرستان نوربوتن واقع شده‌است.